# Courcelles-au-Bois
Courcelles-au-Bois település Franciaországban, Somme megyében. Lakosainak száma 70 fő (2022. január 1.). Courcelles-au-Bois Sailly-au-Bois, Bertrancourt, Colincamps és Mailly-Maillet községekkel határos.

## Népesség
A település népességének változása:
| Lakosok száma | 86   | 83   | 82   | 82   | 79   | 75   | 72   | 71   | 70   |
|               | 2013 | 2015 | 2016 | 2017 | 2018 | 2019 | 2020 | 2021 | 2022 |